# أليخاندرا غوتيرز
أليخاندرا غوتيرز (بالإنجليزية: Alejandra Gutierrez) هي ممثلة أمريكية، ولدت في 20 يونيو 1979 في كاراكاس في فنزويلا.

## وصلات خارجية
- أليخاندرا غوتيرز على موقع IMDb (الإنجليزية)
- أليخاندرا غوتيرز على موقع قاعدة بيانات الفيلم (الإنجليزية)